# Darren Bent
Darren Ashley Bent (Londres, Inglaterra, 6 de febrero de 1984) es un exfutbolista inglés con ascendencia jamaicana. Jugaba de delantero y su primer equipo fue el Ipswich Town.
En julio de 2019, tras más de un año sin equipo, anunció su retirada.

## Selección nacional
Ha sido internacional con la selección nacional de fútbol de Inglaterra, ha jugado 13 partidos internacionales. En estos 13 partidos ha logrado anotar 4 goles.

## Clubes
| Club                            | País       | Año       |
| ------------------------------- | ---------- | --------- |
| Ipswich Town                    | Inglaterra | 2001-2005 |
| Charlton Athletic               | Inglaterra | 2005-2007 |
| Tottenham Hotspur               | Inglaterra | 2007-2009 |
| Sunderland                      | Inglaterra | 2009-2011 |
| Aston Villa                     | Inglaterra | 2011-2015 |
| Fulham (cedido)                 | Inglaterra | 2013-2014 |
| Brighton & Hove Albion (cedido) | Inglaterra | 2014      |
| Derby County (cedido)           | Inglaterra | 2015      |
| Derby County                    | Inglaterra | 2015-2018 |
| Burton Albion (cedido)          | Inglaterra | 2018      |

## Palmarés

### Campeonatos nacionales
| Título              | Club              | País       | Año  |
| ------------------- | ----------------- | ---------- | ---- |
| Football League Cup | Tottenham Hotspur | Inglaterra | 2008 |